# Église Saint-Brice d'Isches
L'église Saint-Brice d'Isches est un édifice religieux, situé sur la commune d'Isches, en France

## Généralités
L'église est située au centre du village, sur un tertre, sur le territoire de la commune d'Isches, dans le département des Vosges, en région Grand Est, en France. Elle est également située sur le territoire de la paroisse de « Bienheureux-Jean-Baptiste-Menestrel » du diocèse de Saint-Dié.

## Historique
Les parties les plus anciennes de l'église datent du XIIe siècle et était dépendante du prieuré Notre-Dame de Cercueil,. L'église est maintes fois remaniée au fil du temps : XVIIIe siècle (toiture du clocher), 1810 (chevet), 1879 (sacristie), et est entièrement restaurée entre 2004 et 2010.
L'église est classé au titre des monuments historiques par arrêté du 7 août 1899.

## Architecture

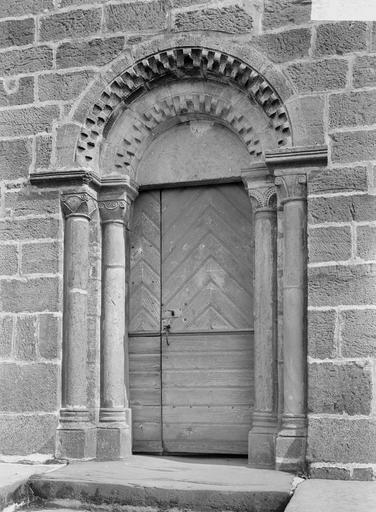
Portail extérieur.

L'église est de plan rectangulaire, sans transept, construite en grès appareillé.

### Extérieur
L'aspect extérieur est modeste sans contreforts ni ressauts. La façade occidentale a une porte surmonté d'arcs en plein cintre retombant sur des colonnettes aux chapiteaux sculptés ; le tympan ainsi formé est sans relief et était destiné à être peint. Au dessus de cette porte, une fenêtre agrandie au fil du temps donne un aspect étrange avec ses colonnettes s’arrêtant à mi-hauteur. Une corniche moulurée se trouve sur la face est.
Une tour d'escalier d'aspect défensif est une construction récente.
Le clocher est une tour carrée érigée sur la quatrième travée de l'église. Il est percé sur chaque face de baies géminées en plein cintre ornées de rangées de perles, de billettes en quart de rond ou d'un tore. Chacune de ces baies est munie d'un tympan à deux arcades séparé par une colonnette centrale à chapiteau et percé d'un oculus. La toiture du clocher est à bulbe et date du XVIIIe siècle.

### Intérieur

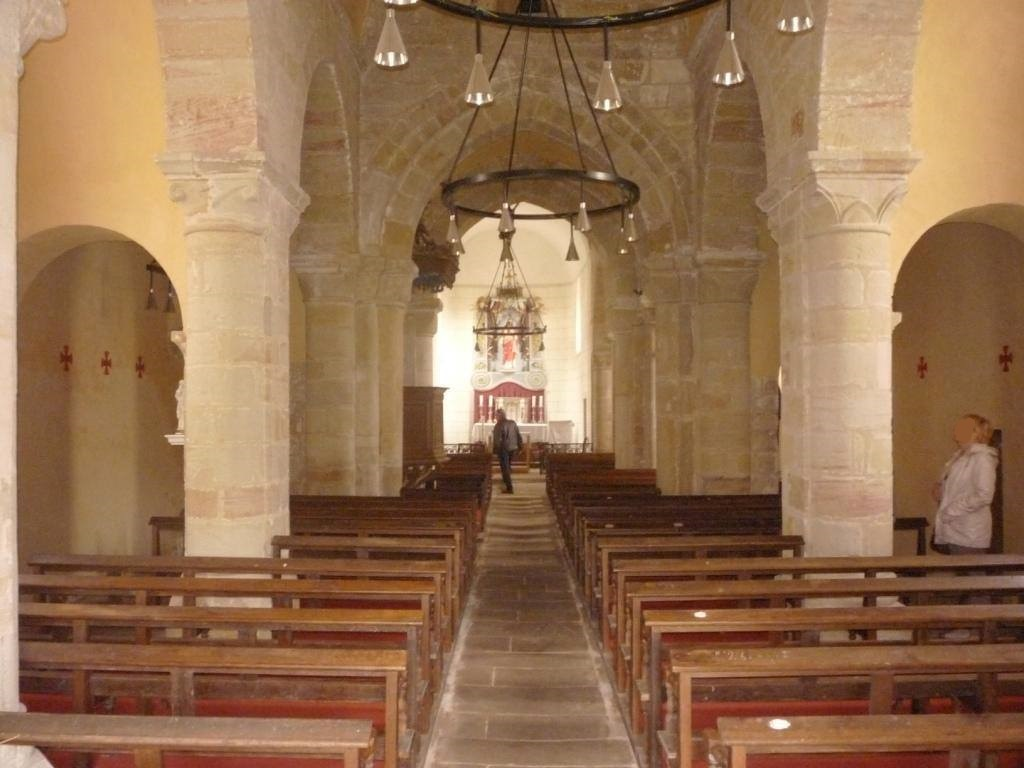
Intérieur.

La nef de l'église s'étire sur six travées avec bas-côtés, voûtée en berceau. Chaque travée est renforcée en arcs doubleau retombant sur des demis colonnes s'appuyant sur les murs gouttereaux. La quatrième travée sur laquelle repose le clocher est moins longue, plus basse et repose sur des piliers plus massifs que ceux des autres travées.
Les trois premières travées sont légèrement plus larges que les trois dernières, témoin d'un agrandissement de l'église originale.

### Fresques
Lors de la restauration de 2009, des fresques du XIVe siècle ont été découvertes sur deux travées du chœur. Sur le plan iconographique, ces fresques représentent le jugement dernier et le purgatoire, une danse macabre ainsi que les évangélistes Luc et Marc représentés symboliquement par le lion et le bœuf.

## Mobilier
L'église possède également du mobilier protégé : un autel à baldaquin du XVIIIe siècle inscrit à titre objet des monuments historiques en 2006, une chaire à prêcher du XVIIIe siècle inscrite en 2006, des fonts baptismaux daté de 1633 et décoré de sculptures en calcaire classé en 2008,, un statuaire composé d'un christ en croix et d'une Vierge tous deux également inscrits en 2006.

## Galerie

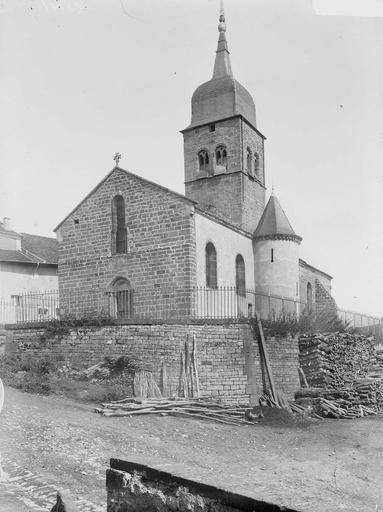
L'église en 1914.
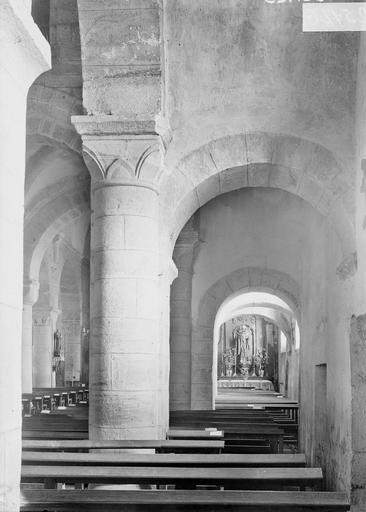
Bas-côté en 1914.
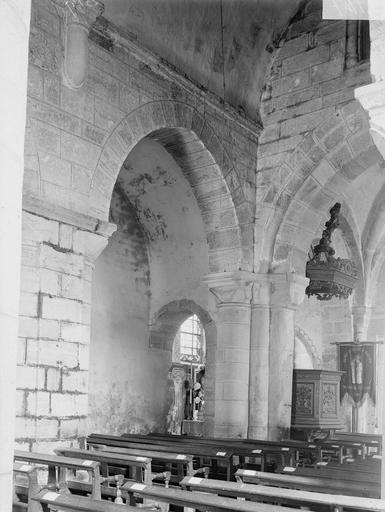
Pilier et chaire à prêcher en 1914.